# Bell Labs
A Nokia Bell Labs amerikai ipari kutató és tudományos vállalat a finn Nokia cég tulajdonában. A vállalat székhelye a New Jersey állambeli Murray Hillben található, ezen felül több labort működtetnek szerte a világon.
A Bell Labs kutatói nevéhez fűzhetőek többek között az alábbi felfedezések: rádiócsillagászat, a tranzisztor, a lézer, a fotocella, a CCD, az UNIX operációs rendszer, valamint a B, C, C++, S, SNOBOL, AWK, AMPL programozási nyelvek. 
A laboratóriumot a 19. században alapították Western Electric Engineering Department néven, és New Yorkban, a 463 West Streeten volt található. 1960-ban New Jerseybe tette át székhelyét. A Nokia 2016-ban vásárolta meg.

## Kezdetek és helyszínek

### Bell személyes kutatása a telefonnal kapcsolatban
1880-ban, amikor a francia kormány Alexander Graham Bellnek adta a Volta-díjat, 50 000 frankot (nagyjából 10 000 dollár akkoriban és nagyjából 280 000 dollár mostani árfolyamon) a telefon feltalálásáért, a pénzt a Volta Labs megalapítására használta Washington D. C.-ben.
A labor a hang terjedésével, rögzítésével és analízisével foglalkozott. A jelentős profitot a laborból Bell a süketség kutatására, a süketséggel kapcsolatos tudás bővítésére használta fel. Ennek köszönhetően megalkotta a Volta Bureau-t, ami Bell apjának a házában volt található, az 1527 35th Street N.W.-ban, Washington D.C-ben. 1889-ben ez a ház lett a vállalat székhelye. 
1893-ban Bell egy új épületet épített, amely az 1537 35th Street N.W-en volt található, speciálisan a labor számára. 
A telefon feltalálása után Bell meglehetősen nagy távolságot tartott a Bell-rendszertől úgy általában, de tovább foglalkozott a saját kutatásaival.

### Bell Labs-helyszínek
- Allentown-Allentown, PA
- Atlanta-Norcross, GA
- Centennial Park-Piscataway, NJ
- Chester-Chester, NJ
- Columbus-Columbus, OH
- Crawford Hill-Holmdel, NJ
- Denver-Denver, CO
- Grand Forks-MSR-Cavalier, ND
- Grand Forks-PAR-Cavalier, ND
- Guilford Center-Greensboro, NC
- Holmdel-Holmdel, NJ
- Indianapolis-Indianapolis, IN
- Indian Hill-Naperville, IL
- Kwajalein-San Francisco, CA
- Madison-Madison, NJ
- Merrimack Valley-North Andover, MA
- Murray Hill-Murray Hill, NJ
- Raritan River Center-Piscataway, NJ
- Reading-Reading, PA
- Union-Union, NJ
- Warren Service Center-Warren, NJ
- Whippany-Whippany, NJ

## Kutatások és felfedezések

### Az 1920-as évek
1927-ben Herbert E. Ives sikeresen továbbított nagy hatótávolságú 128-vonalas televíziós képet Herbert Hooverről, Washingtonból New Yorkba. 1928-ban B. Johnson és Harry Nyquist megmérte egy ellenálláson a termikus zajt. 

### Az 1930-as évek
Karl Guthe 1932-ben a Bell Labsban rekonstruálta a földönkívüli rádiójelek észlelésére használt antennát.
1930-ben Karl Jansky lefektette a rádiócsillagászat alapjait, amikor a nagy hatótávú rádióhullámokat tanulmányozta. Felfedezte, hogy a galaxisunk középpontja rádióhullámokat bocsát ki.
1931-ben és 1932-ben Leopold Stokowski vezetésével nagy pontosságú, hosszan tartó felvételeket hoztak létre. 1933-ban sztereó jeleket küldtek és fogadtak Philadelphia és Washington D. C. között.

### Az 1940-es évek
1947-ben a Bell Labsban feltalálták és megalkották az első tranzisztort.
A korai 1940-es években Russel Ohl feltalálta az első napelemet. 1943-ban Bell kifejlesztette a SIGSALY-t, melyet a második világháborúban használtak a szövetségesek. A brit háborús kódfejtő Alan Turing ebben az időben meglátogatta a Bell Labsot, ahol a rádióüzenetek titkosításán dolgozott, és találkozott Claude Shannonnal. 
1947-ben John Bardeen, Walter Houser Brattain és William Bradford Shockley megalkotta a Bell Labs egyik legnagyobb találmányát, a tranzisztort. 1947-ben Richard Hamming megalkotta a Hamming-kódot hibakeresésre és javításra.
1948-ban Claude Shannon kiadta az A Mathematical Theory of Communicationt, az informatika egyik alapművét. A könyv a korábbi Bell-kutatók, Harry Nyquist és Ralph Hartley munkáin alapszik, de azokat nagyban kibővíti.
Az évtized alatt a Bell Labs számos komplex számológépet is készített.

#### Számítógépek
- I. model: Komplex számokkal való műveletekhez. 1939-ben készült el, és 1940-ben kezdték használni.
- II. model: 1943 szeptembere, a repülési profilok adatpontjainak interpolálására (a lövegirányító teljesítményvizsgálatához szükséges). Ez a modell bevezette a hibafelismerést (önellenőrzés).
- III. model: 1944. június, ballisztikus számítógép, ballisztikus röppályák számítására.
- IV. model: 1945. március, továbbfejlesztett ballisztikus számítógép.
- V. model: Általános célú elektromechanikus számítógép, amelyből kettő készült, 1946 júliusában és 1947 februárjában.
- VI. model: 1949, egy továbbfejlesztett V. modell.

### Az 1950-es évek
Az 1950-es évek az informatikára épülő felfedezések körül forgott. A fő kutatás a bináris kódrendszer megalkotása volt. A fő cél a Bell Labs ellátása volt a legújabb mérnöki fejlesztésekkel. 
1954-ben a Bell Labs megalkotta az első modern napelemet.
1956-ban a Bell Labs és kanadai, brit telefonvállalatok közötti közös projekt részeként lefektették az első transzatlanti kommunikációs kábelt Skócia és Új-Fundland között.
1957-ben Max Mathews megalkotta a MUSIC-ot, az egyik első számítógépes programot, amely elektronikus zenét játszott. Robert C. Prim és Joseph Kruskal kifejlesztettek egy új algoritmust, amely forradalmasította a számítógépes hálózatok tervezését.
1958-ban egy tudományos újság Arthur Schawlow és Charles Hard Townestől először írt a lézerről.
1959-ben Mohamed M. Atalla és Dawon Kahng feltalálta a MOSFET-et. 

### Az 1960-as évek
1960 decemberében Ali Javan és munkatársai, William Bennett és Donald Heriot sikeresen működtették az első lézert, meglepő pontossággal és és váratlan színtisztasággal.
1962-ben Gerhard M. Sessler és James Edward Maceo West megalkotott egy elektronikus mikrofont. Szintén 1962-ben a Telstar fellövésével valóra vált John R. Pierce kommunikációs műholdakról szóló elképzelése.
1964-ben Kumar Patel feltalálta a karbon-dioxid lézert, és szintén ekkor mutatták be a Nd:YAG lézert J. E. Geusic által. A Myriam Sarachik által folytatott kísérletek szolgáltatták az első adatot, amely igazolta a Kondo-hatást. A Philip W. Anderson által végzett kutatás a mágneses rendszerek elektroni szerkezetében jobb megértést szolgáltatott a fémekkel kapcsolatban. Ezért a kutatásért 1977-ben Nobel-díjat kapott.
1965-ben Penzias és Wilson felfedezte a kozmikus háttérsugárzást, amiért később, 1978-ban Nobel-díjat kaptak.
Az 1960-as évek közepén Frank W. Sinden, Edward E. Zajac, Kenneth C. Knowlton és A. Michael Noll számítógépes animációs filmeket készítettek. Ken C. Knowlton feltalálta a számítógépes animációs nyelvet, a BEFLIX-et.
1962-ben Noll megalkotta az első digitális számítógépes festményt.
1969-ben Dennis Ritchie és Ken Thompson megalkotta a UNIX operációs rendszert. Ugyancsak 1969-ben Willard Boyle és George E. Smith feltalálták a CCD-t. 

### Az 1970-es évek
1972-ben fejlesztették ki a C programozási nyelvet.
Az 1970-es években egyre több, számítógépekkel kapcsolatos felfedezés történt a Bell Labsban. 1972-ben Dennis Ritchie megalkotta a C programozási nyelvet a B programozási nyelv helyettesítésére, ezen felül Alfred Aho, Peter Weinberger és Brian Kernigan a Bell Labsban megalkotta az AWK programozási nyelvet. 
1970-ben A. Michael Noll megalkotott egy tapintható visszajelző rendszert, amely össze volt kötve egy interaktív számítógépes kijelzővel.
1976-ban egy optikaikábel-rendszert teszteltek Georgiában, és 1980-ban bemutatták az első 32 bites egymagos mikroprocesszort, a Bellmac 32A-t. 1982-ben kezdték árulni.

### Az 1980-as évek
1982-ben Horst Störmer és korábbi Bell Labs-kutatók, Robert B Laughlin és Daniel C. Tsui felfedezték a Hall-effektust, amiért meg is kapták 1998-ban a Nobel-díjat.
1985-ben a C++ programozási nyelv megjelent a fogyasztói piacon. 1979-ben kezdte Bjarne Stroustrup, a C nyelvet továbbfejlesztve, megalkotni a C++ nyelvet. 
1984-ben Auston bemutatta az első antennákat pikoszekundumig tartó elektromágneses sugárzás észleléséhez.
1985-ben Steven Chu lézeres hűtés segítségével lassított és manipulált atomokat. Szintén 1985-ben a Bell Labs megkapta a Nemzetközi Technológiai Medált, a több évtizedes fejlesztéshez a modern kommunikációs rendszereken.
Az 1980-as évek alatt a Bell Labsban kifejlesztették a Plan 9 operációs rendszert, kibővítve a UNIX modellt. 1988-ban a TAT-8 lett az első üvegszálas, transzatlanti kommunikációs kábel.
Arthus Ashkin kifejlesztette az optikai csipeszt, amely lézerek segítségével megragad részecskéket, atomokat, vírusokat és egyéb élő sejteket. 1987-ben következett be a nagy áttörés, amikor Ashkin a csipesz segítségével elfogott egy élő baktériumot, anélkül, hogy ártott volna annak. Azonnal megkezdte a biológiai rendszerek kutatását a csipesz segítségével, ami mostanra egy széles körben elterjedt eszköze az élet működésének a kutatására. 

### Az 1990-es évek
1994-ben Federico Capasso, Alfred Cho és Jerome Faist feltalálta a kvantum-kaszkád lézert.
1996-ban Lloyd Harriott és csapata feltalálta a SCALPEL elektronlitográfiát. Dennis Ritchie megalkotta az Inferno operációs rendszert, ami egy fejlettebb Plan 9 volt. Ennek kifejlesztéséhez az akkora új programozási nyelvet, a Limbót használták. 
1997-ben elkészítették az addigi legkisebb és használható tranzisztort. 1998-ban feltalálták az első optikai routert.

### A 2000-es évek
2002-ben Jan Hendrik Schön fizikust kirúgták, miután a munkája hamis adatot tartalmazott. Ez volt az első ilyen eset a Bell Labsban. 
2005-ben Jeong. H. Kim lett a Bell Labs elnöke. 
2008-ra mindössze négy fizikus maradt a kutatórészlegen, a Nature tudományos folyóirat szerint.
2009-ben Williard Boyle és George Smith megkapták a Nobel-díjat a CCD kifejlesztéséért.

### A 2010-es évek
2013 februárjában Gee Rittenhouse lett a Bell Labs 12. elnöke.
2014 júliusában a Bell Labs bejelentette, hogy megdöntötték az internet sebességi rekordját az új XG-FAST névre keresztelt technológiájukkal, amely 10 gigabájt per szekundumos sebességet ígért. 
2015 áprilisában a Nokia beleegyezett, hogy felvásárolja az Alcatel-Lucent, a Bell Labs anyacégét 16,6 milliárd dollárért. A közös munkájuk első napja 201. január 14-e volt. 
2018-ban Arthur Ashkin megkapta a fizikai Nobel-díjat az optikai csipesz és annak a biológiai rendszereken végzett munkája miatt. 

### A 2020-as évek
2020-ban Alfred Aho és Jeffrey Ullman osztoztak a Turing-díjon.

## Díjak, elismerések
Kilenc Nobel-díjat adtak a Bell Labsban végzett munkáért. 
- 1937: Clinton J. Davisson kapta a fizikai Nobel-díjat, amiért igazolta az anyag hullámtermészetét.
- 1956: John Bardeen, Walter H. Brattain, és William Shockley kapta a fizikai Nobel-díjat az első tranzisztor megalkotásáért.
- 1977: Philip W. Anderson kapta a fizikai Nobel-díjat az elektronszerkezetekkel kapcsolatos munkája miatt.
- 1978: Arno A. Penzias és Robert W. Wilson kapta a fizikai Nobel-díjat a kozmikus háttérsugárzás felfedezéséért.
- 1997: Steven Chu kapta a fizikai Nobel-díjat az atomok lézerrel való hűtéséért.
- 1998: Horst Störmer, Robert Laughlin és Daniel Tsui kapta a fizikai Nobel-díjat a tört számú kvantált Hall-effektus felfedezéséért és magyarázatáért.
- 2009: Willard S. Boyle, George E. Smith kapta a fizikai Nobel-díjat a CCD kifejlesztéséért.
- 2014: Eric Betzig kapta a kémiai Nobel-díjat a fluoreszenciamikroszkópon végzett munkájáért.
- 2018: Arthur Ashkin megkapta a fizikai Nobel-díjat az optikai csipesz és annak a biológiai rendszereken végzett munkájáért.

A Turing-díjat öt alkalommal osztották ki a Bell Labsban végzett munkáért.
- 1968: Richard Hamming kapta az automatikus kódoló rendszerért, a hibakereső és javító kódokért.
- 1983: Ken Thompson és Dennis Ritchie kapta az UNIX operációs rendszer megalkotásáért.
- 1986: Robert Tarjan és John Hopcroft kapta adathalmazok és algoritmusok analizálása témakörben elért áttörő eredményeikért.
- 2018: Yann LeCun, Yoshua Bengio és Geoffrey Hinton a mély tanuláshoz kapcsolódó munkájukért.
- 2020: Alfred Aho és Jeffrey Ullman kapta.

A Grammy-díjat egyszer kapta meg a Bell Labs.
- 2006: Technológiai Grammy-díj a kiemelkedő munkáért a kommunikációs szférában.

Az Oscar-díjat egyszer  nyerte el a Bell Labs, az egykori AT&T neve alatt.
- 1937: Oscar-díj a nagy hűségű hangvisszaadáshoz használt hangszórók tervezésében elért tudományos és mérnöki eredményekért.

## Elnökök
|     | Periódus  | Az elnök neve        | Életkora           |
| --- | --------- | -------------------- | ------------------ |
| 14. | 2021–     | Peter Vetter         |                    |
| 13. | 2013–2021 | Marcus Weldon        | született 1968-ban |
| 12. | 2013–2013 | Gee Rittenhouse      |                    |
| 11. | 2005–2013 | Jeong Hun Kim        | született 1961-ben |
| 10. | 2001–2005 | Bill O'Shea          | született 1957-ben |
| 9.  | 1999–2001 | Arun Netravali       | született 1946-ban |
| 8.  | 1995–1999 | Dan Stanzione        | született 1945-ben |
| 7.  | 1991–1995 | John Sullivan Mayo   | született 1930-ban |
| 6.  | 1979–1991 | Ian Munro Ross       | 1927–2013          |
| 5.  | 1973–1979 | William Oliver Baker | 1915–2005          |
| 4.  | 1959–1973 | James Brown Fisk     | 1910–1981          |
| 3.  | 1951–1959 | Mervin Kelly         | 1895–1971          |
| 2.  | 1940–1951 | Oliver Buckley       | 1887–1959          |
| 1.  | 1925–1940 | Frank Baldwin Jewett | 1879–1949          |

## Híres kutatói
|  | Alumni                 | Megjegyzés                                                                          |
|  | ---------------------- | ----------------------------------------------------------------------------------- |
|  | Alfred Aho             | Társszerzője a Dragon Booknak                                                       |
|  | Ali Javan              | Feltalálta a gázlézert 1960-ban                                                     |
|  | Arno Allan Penzias     | Felfedezte a háttérsugárzást                                                        |
|  | Arthur Ashkin          | Felfedezte az optikai csipeszt                                                      |
|  | Arthur Hebard          |                                                                                     |
|  | Bishnu Atal            | Kidolgozott újfajta beszédfeldolgozó és beszédfejtő algoritmusokat                  |
|  | Bjarne Stroustrup      | Kidolgozta a C++ programozási nyelvet                                               |
|  | Brian Kernighan        | Segített megalkotni az UNIX operációs rendszert                                     |
|  | Claire F. Gmachl       | Kifejlesztette a kvantum-kaszkád lézert                                             |
|  | Claude Shannon         | Lefektette az informatika alapjait, megírta a Mathematical Theory of Communicationt |
|  | Clinton Davisson       | Felfedezte az elektrondiffrakciót.                                                  |
|  | Corinna Cortes         | A Google kutatórészlegének feje                                                     |
|  | Daniel Tsui            |                                                                                     |
|  | David A. B. Miller     |                                                                                     |
|  | Dawon Kahng            | A MOSFET megalkotója                                                                |
|  | Dennis Ritchie         | A C programozási nyelv megalkotója                                                  |
|  | Donald Cox             |                                                                                     |
|  | Douglas McIlroy        | UNIX operációs rendszert fejlesztette.                                              |
|  | Elizabeth Bailey       |                                                                                     |
|  | Eric Betzig            | Kifejlesztette a fluoreszenciamikroszkópot.                                         |
|  | Eric Schmidt           |                                                                                     |
|  | Erna Schneider Hoover  |                                                                                     |
|  | Esther M. Conwell      |                                                                                     |
|  | Evelyn Hu              |                                                                                     |
|  | George E. Smith        | Félvezetőket vizsgálta.                                                             |
|  | Gil Amelio             | Segített feltalálni az első CCD-t.                                                  |
|  | Harvey Fletcher        | Elektronikus hangfelvevést kutatta.                                                 |
|  | Horst Ludwig Störmer   |                                                                                     |
|  | John Hopcroft          |                                                                                     |
|  | Ingrid Daubechies      |                                                                                     |
|  | Jeffrey Ullman         | A Dragon Book szerzője.                                                             |
|  | Jessie MacWilliams     |                                                                                     |
|  | Dr. John E. Abate      |                                                                                     |
|  | John Mashey            | A UNIX kifejlesztésén dolgozott.                                                    |
|  | John M. Chambers       | Kifejlesztette az S programozási nyelvet.                                           |
|  | John Bardeen           |                                                                                     |
|  | Jon Hall               |                                                                                     |
|  | Ken Thompson           |                                                                                     |
|  | Laurie Spiegel         |                                                                                     |
|  | Margaret H. Wright     |                                                                                     |
|  | Max Mathews            | A MUSIC program megírója.                                                           |
|  | Mohamed M. Atalla      |                                                                                     |
|  | Narendra Karmarkar     | A Karmarkar-algoritmus feltalálója.                                                 |
|  | Osamu Fujimura         |                                                                                     |
|  | Persi Diaconis         |                                                                                     |
|  | Philip Warren Anderson |                                                                                     |
|  | Phyllis Fox            | A DYNAMO programnyelv kifejlesztője.                                                |
|  | Richard Hamming        | Kifejlesztette a Hamming-kódot.                                                     |
|  | Robert Laughlin        |                                                                                     |
|  | Rob Pike               | A UNIX fejlesztőcsapat tagja.                                                       |
|  | Robert Tarjan          |                                                                                     |
|  | Robert W. Wilson       | Felfedezte a háttérsugárzást.                                                       |
|  | Steve Bourne           |                                                                                     |
|  | Steven Chu             | Kifejlesztette az atomok lézerrel való hűtésének eljárását.                         |
|  | Steven Cundiff         |                                                                                     |
|  | Stuart Feldman         |                                                                                     |
|  | Trevor Hastie          | A gépi tanulás kifejlesztője.                                                       |
|  | Zhenan Bao             | Kifejlesztette az első csak műanyag tranzisztort                                    |
|  | Walter Houser Brattain |                                                                                     |
|  | Willard Boyle          | Feltalálta az elektronikus szemet.                                                  |
|  | William B. Snow        |                                                                                     |
|  | William Shockley       |                                                                                     |
|  | Yann LeCun             |                                                                                     |
|  | Yoshua Bengio          |                                                                                     |
|  | Edward Lawry Norton    | A Norton-teória feltalálója.                                                        |
|  | Maurice Karnaugh       | Karnaugh-térkép feltalálója.                                                        |
|  | Warren P. Mason        | A GT kvarckristály feltalálója.                                                     |
|  | Sharon Haynie          |                                                                                     |